# Mark Daigneault
Mark Daigneault (ur. 1985 w Leominster) – amerykański trener koszykówki.
Od listopada 2020 trener drużyny NBA Oklahoma City Thunder, wcześniej przez rok był asystentem trenera OKC - Billy'ego Donovana. 
W latach 2014–2019 był trenerem drużyny Oklahoma City Blue w G-League.